# Puerto Ricó-i amazon
A Puerto Ricó-i amazon (Amazona vittata) a madarak osztályának papagájalakúak (Psittaciformes) rendjébe, a papagájfélék (Psittacidae) családjába és az araformák (Arinae) alcsaládjába tartozó faj.

## Előfordulása
Puerto Rico területén honos. 200-300 méter magasan fekvő erdők lakója.

## Alfajai
Korábban kettő alfaja volt, a Puerto Rico főszigetén élő 'Amazona vittata vittata és a szomszédos Culebra szigeten élő Amazona vittata gracilipes. Ez utóbbi mára sajnos kihalt, mivel rájárt a szigeten levő banánültetvényekre és egyéb mezőgazdasági kultúrákra így kihalásig vadászták. Utolsó egyedét 1912-ben látták.
Az alapfaj korábban előfordult a fősziget mellett Vieques és Mona szigetén is, de ezekről mára kihalt.

## Megjelenése
Testtömege 250-300 gramm. Fehér szemgyűrűje van. Tollazata zöld színű, hasán világosabb és sárgásabb árnyalattal. Tarkóján és hátán a zöld tollak feketével szegélyezettek. Homlokán vörös csík látható. Szárnyán a külső evezőtollak kékek zöld szegéllyel.
A faj legközelebbi rokonfajai a Jamaica szigetén élő jamaikai amazon (Amazona agilis) és a Hispaniola szigetén honos kékkoronás amazon (Amazona ventralis).

## Szaporodása
Fészekalja 3-4 tojásból áll.

## Természetvédelmi helyzete
Mára a vadászat, az élőhelyét jelentő erdők kiirtása, a díszmadárpiacra való élve befogás és az őshazáját sújtó hurrikánok miatt a faj a kihalás szélére került. A megritkult populációra súlyos veszélyt jelentenek a szigeten élő emlős vagy madár ragadozók, mint az elvadult macskák, patkányok, a szigeten meghonosított jávai mongúz (Herpestes javanicus), a rőtfarkú ölyv vagy a szélesszárnyú ölyv. Emellett a fajnak erős fészekkonkurrense a Margarops fuscatus nevű gezerigó faj, mely akár elpusztítja a papagáj tojásait is, csak hogy ő foglalhassa el a kiszemelt fészekodút.
A madár kifejezetten gyakori faj volt Puerto Ricóban, amikor azt Kolumbusz Kristóf 1493-ban az európaik számára felfedezte. A következő 150 évben is elég gyakori madár volt, mivel Puerto Rico benépesülése lassan zajlott és nem háborgatták a madarakat.
A szigeten 1650-től kezdve erős népességnövekedés indult meg és onnantól számítva indult meg a madár a megritkulás felé.
A 19. század második felére Puerto Rico erdeinek java része (melyek korábban szinte az egész szigetet beborították) kiirtásra került mezőgazdasági területek nyerése céljából. Nagyjából ekkortól számít a faj kihaltnak a környékbeli kisebb szigeteken. 1912-re Culebra-szigeti alfaj végleg kihalt.
1940-re a faj már csak a Luqillo hegységben levő védett területeken maradt fenn. 1950-re összegyedszáma 200 egyed alá csökkent. Az egyedek fogyása tovább folytatódott és 1975-re elérte a mélypontot, mivel akkora már csak 13 élő egyede maradt a fajnak.
Ezután a védelmi intézkedések miatt lassú állománynövekedés indult és 1989-re 47 egyed élt a fajból.
1989 szeptember 18-án a Hugo hurrikán elképesztő erővel csapott le a szigetre és hatalmas pusztítást hagyott maga mögött. A hurrikán elvonulása után már csak 23 egyedet tudtak a természetvédők összeszámlálni a fajból. A nagyarányú visszaesést máig nem tudta teljesen kiheverni a faj, a legutóbbi 2006-os állományszámláláskor a madár összegyedszámát 44 egyedben határozták meg.
A madár egyike a 10 kihalástól leginkább fenyegetett madárfajnak a Földön. 1968 óta igyekeznek a természetvédelmi hatóságok megnövelni a szabadban élő egyedek számát.
1972-ben alapított az Egyesült Államok Hal- és Vadvédelmi Hatósága egy szaporítótelepet a faj utolsó mentsvárának számító Luquillo Nemzeti Park közelében a faj zárttéri szaporításának megkezdésére. Ez szerencsére máig nagy sikerrel működik. 2006-ban 39 fiókát neveltek fel itt, ami kifejezetten nagy sikernek számít, ha összehasonlítjuk a szabadban élő 44 egyeddel.
A Természetvédelmi Világszövetség Vörös Listáján a fajt a súlyosan veszélyeztetett kategóriába sorolja.

## Fordítás
- Ez a szócikk részben vagy egészben  a   Puerto-Rico-Amazone című német Wikipédia-szócikk ezen változatának fordításán alapul.  Az eredeti cikk szerkesztőit annak laptörténete sorolja fel. Ez a jelzés csupán a megfogalmazás eredetét és a szerzői jogokat jelzi, nem szolgál a cikkben szereplő információk forrásmegjelöléseként.